# Vaccinium liparum
Vaccinium liparum là một loài thực vật có hoa trong họ Thạch nam. Loài này được (Small) Uphof miêu tả khoa học đầu tiên năm 1936.